# Nobeltje
Nobeltje is een Amelands likeur die vroeger illegaal werd gestookt op het eiland. Sinds 1982 wordt de likeur niet meer op Ameland maar in een stokerij in Schiedam vervaardigd volgens het recept van de familie Nobel. Het Nobeltje behoort tot de likeuren, onder de categorieën ‘rumpunch’. Het is binnenlands gedistilleerd en het alcoholpercentage van Nobeltje is 32 vol.%. 
De fles van 1 liter en het etiket zijn in 2013 vernieuwd en als handelsmerk geregistreerd bij het Europees Harmonisatiebureau voor de interne markt. Het etiket toont een arrenslee met de tekst "Sinds 1902 Echte Amelander" en onderaan medaillons met de vier generaties Nobel. Arrensleewedstrijden waren gelegenheden waar het drankje werd geschonken en waardoor het bekendheid verwierf.

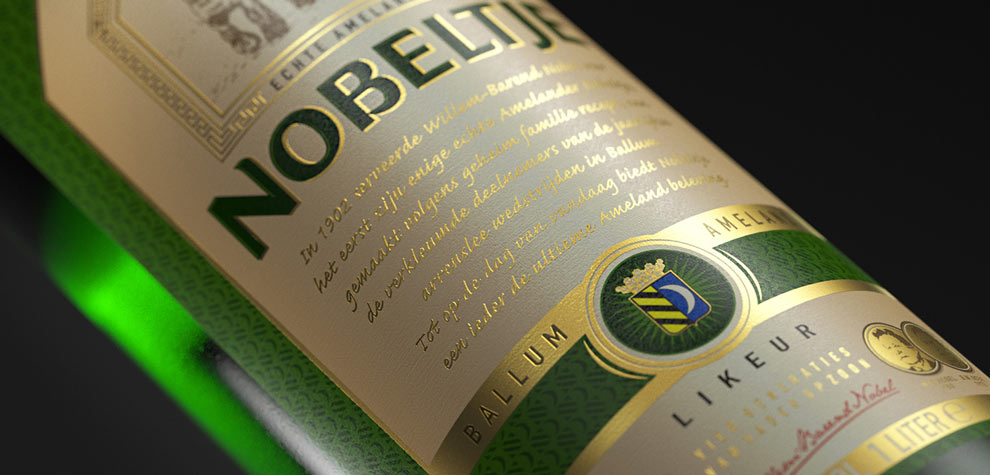
Nobeltje likeur van Ameland

## Geschiedenis
Willem Barend begint voor de eeuwwisseling een café in Ballum. De winter van 1902 is een strenge winter waarbij het wad dicht gevroren was. Eind januari werd er in Holwerd een arrensleewedstrijd gehouden, waar ook Amelanders aan mee deden. 
Tijdens de tocht terug naar het eiland wordt er flink wat alcohol genuttigd en wanneer de Amelanders in Ballum aan komen gaan ze naar de kroeg van Willem Barend met de vraag of daar nog wat drank is. Willem Barend wilde zijn gasten geen nee verkopen en daarom mixt hij wat resten drank bij elkaar en zo ontstond het Nobeltje. 
Het recept wordt vervolgens doorgeven aan Barend Willem door zijn vader. En die geeft het weer door aan zijn zoon. De familie had geen officiële vergunning om drank te bottelen, de flessen werden daarom ook onder de toonbank verkocht. Bij gebrek aan flessen werden er gejutte flessen gebruikt.  
Bij een inval door de politie in 1982, worden alle flessen in beslag genomen. Niet alles is verloren gegaan want de kruiken achter het café worden niet gevonden, daarom kon de verkoop gewoon verdergaan. 
Enkele weken later moet Barend Willem Nobel voorkomen in Leeuwarden. De officier van justitie had begrip voor de traditie. Barend Willem betaalde wel accijns, dus in die zin hield de familie Nobel zich aan de wet. De officier van justitie dwong de familie wel om de productie te legaliseren. Het besluit werd genomen om de familie niet te straffen, zolang de officier van justitie de eerste legale fles Nobeltje zou krijgen. 
Willem Barend, inmiddels al de derde generatie, heeft de beslissing genomen om vanaf die tijd de productie te professionaliseren. Vandaag de dag runt Barend Willem, vierde generatie, de zaak, waar tegenwoordig ook een hotel en restaurant onder vallen. Nobeltje wordt tot op de dag van vandaag gebotteld in Schiedam, omdat de familie de enorme hoeveelheden niet zelf meer op het eiland kan maken.

## Smaak
Deze Amelandse likeur, op basis van oud-Hollandse rum, heeft een flonkerende licht goudbruine kleur. De zuivere geur, die zeker intens genoemd kan worden, verraadt direct de aroma’s die in de categorie kruidigheid vallen, maar er is ook een hint van zoetheid te bespeuren. De aanzet in de mond is zacht en breed. Geen ruwe alcohol, maar goed in de zoetheid opgenomen. De alcohol komt in tweede instantie naar voren. De likeur is geschikt als aperitief(dan zeker koel serveren), maar kan ook goed als digestief geschonken worden. Ook is de drank heel verfrissend in een mix of cocktail. Een aangenaam zachte likeur.

## Verkrijgbaarheid
Het Nobeltje is vandaag de dag landelijk verkrijgbaar. Ook via de webshop is het mogelijk de Amelandse likeur te bestellen. 

## Nobel producten
Nobeltje zelf wordt verkocht in 4 verschillende maten, een liter fles, een halve liter fles, een zakflacon, en een miniatuur met de inhoud van een borrelglas. Nobeltje wordt verwerkt in bonbons, deze zijn online verkrijgbaar of via de Nobel-slijterij zelf. Er zijn verscheidende Nobeltje-producten, zoals petten, veldflessen, glazen, en een boek met kroegverhalen van het eiland, ook heeft Nobel zijn eigen water.  